# Johann von Laaz
Johann von Laaz (fl. XV secolo) è stato un alchimista boemo, altresì riportato come Johannes von Laatz ed in lingua latina Joannes de Lasnioro. Fu attivo nel XV secolo.

## Biografia
Originario forse di Ledce u Židlochovic (in tedesco Laatz), von Laaz afferma di essere stato allievo dell'alchimista Antonio da Firenze. Sua opera più nota dedicata all'alchimia è il Tractatus aureus de lapide philosophorum, che fu poi inserito nel quarto volume del Theatrum chemicum, la più importante e la più celebre raccolta di trattati alchemici del Rinascimento.
Von Laaz è altresì ricordato perché affermò che Barbara di Cilli, vedova dell'imperatore Sigismondo di Lussemburgo, fosse solita truffare mercanti con false monete d'oro: costoro sarebbero stati convinti dall'imperatrice che il metallo era stato prodotto da lei per via alchemica.